# Infection (Zeitschrift)
Infection ist eine wissenschaftliche Fachzeitschrift, die vom Springer-Verlag veröffentlicht wird. Die Zeitschrift ist das offizielle Publikationsorgan der folgenden Gesellschaften: Deutsche Gesellschaft für Infektiologie, Paul-Ehrlich-Gesellschaft für Infektionstherapie, Deutsche Sepsis-Gesellschaft und Italian Society of Infectious and Tropical Diseases. Sie erscheint derzeit sechsmal im Jahr. Es werden Arbeiten veröffentlicht, die sich mit den verschiedenen Aspekten von Infektionskrankheiten beschäftigen.
Der Impact Factor lag im Jahr 2014 bei 2,618. Nach der Statistik des ISI Web of Knowledge wird das Journal mit diesem Impact Factor in der Kategorie Infektionskrankheiten an 38. Stelle von 78 Zeitschriften geführt.